# Cléville, Calvados
Cléville är en kommun i departementet Calvados i regionen Normandie i norra Frankrike. Kommunen ligger i kantonen Troarn som ligger i arrondissementet Caen. År 2022 hade Cléville 391 invånare.

## Befolkningsutveckling
Antalet invånare i kommunen Cléville
Referens: INSEE